# 鈴江紋奈
鈴江 紋奈（すずえ もな、1986年7月8日 - ）は、日本の元AV女優。
神奈川県出身。
血液型：O型。身長165cm、スリーサイズ:B83（Cカップ-65） W58 H85。趣味:テニス、チアリーディング。

## 略歴
- 2006年 - マックス・エー、ジャパンホームビデオ2社専属女優としてAVデビュー。

## 作品

### アダルトビデオ
- mona（2006年3月31日、マックス・エー）
- モナの微笑み（2006年4月28日、アリスJAPAN）
- ドピュッ（2006年5月30日、マックス・エー）
- 女尻（2006年6月30日、アリスJAPAN）
- はぴはぴ（2006年7月25日、マックス・エー）
- イヤといえない女子校生（2006年8月31日、アリスJAPAN）
- 妹の秘密（2006年9月29日、マックス・エー）
- 痴的な小悪魔（2006年10月27日、アリスJAPAN）
- 奥様はモナ?（2006年11月29日、マックス・エー）
- アニコスJAPAN（2006年12月22日、アリスJAPAN）
- Deep Inside （2007年1月23日、マックス・エー）
- おとなの変態ごっこ（2007年2月16日、アリスJAPAN）